# Kallakurichi (Distrikt)
Der Distrikt Kallakurichi (Tamil: கள்ளக்குறிச்சி மாவட்டம்; auch: Kallakurichhi) ist ein Distrikt des indischen Bundesstaates Tamil Nadu. Verwaltungszentrum des Distrikts ist die namengebende Stadt Kallakurichi.

## Geografie

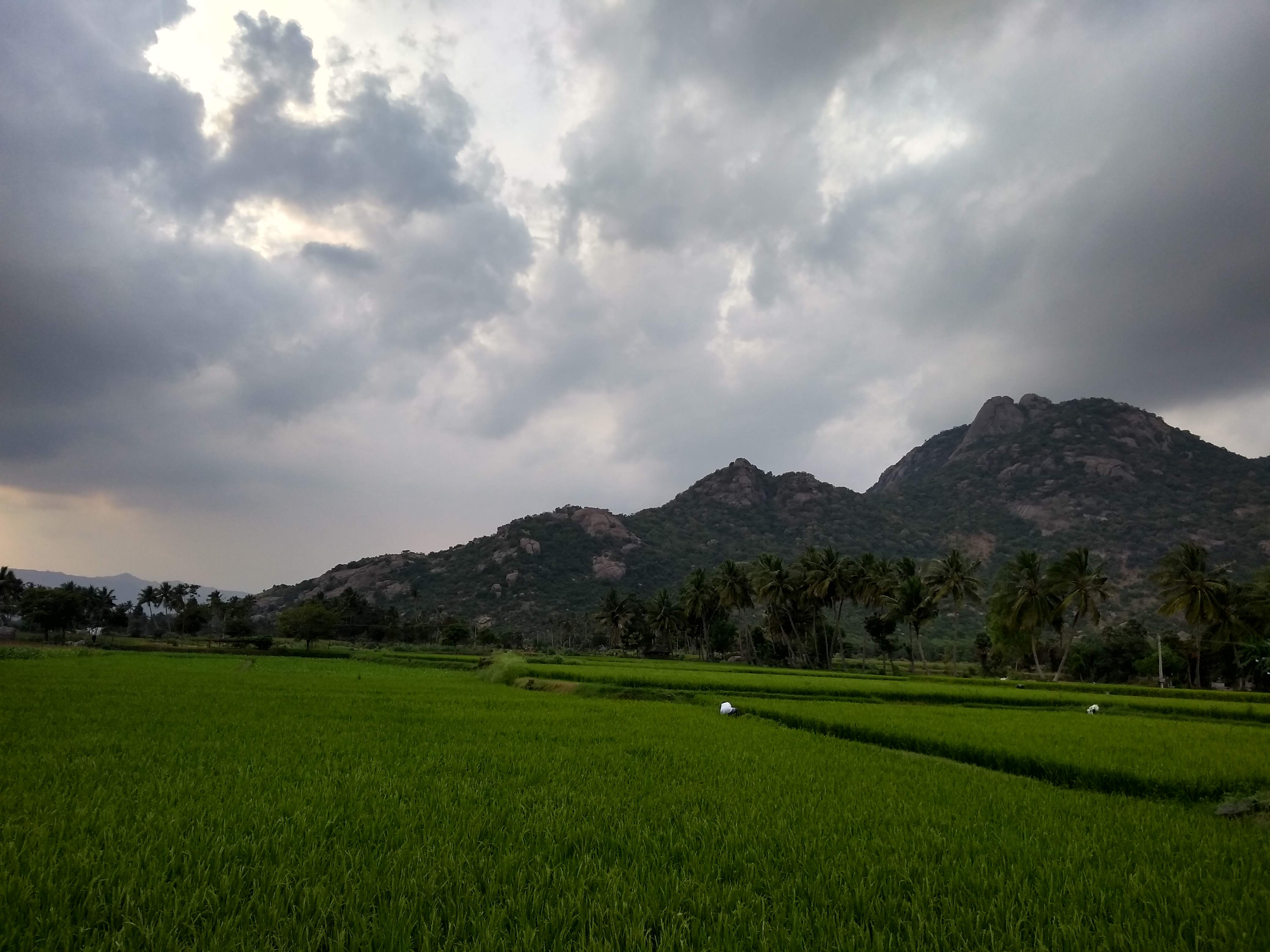
Blick zu den Kalvarayan Hills

Der Distrikt Kallakurichi liegt im Nordosten Tamil Nadus. Nachbardistrikte sind Tiruvannamalai im Norden, Vilupuram im Nordosten und Osten, Cuddalore im Südosten und Süden, Perambalur im Südwesten, Salem im Westen sowie Dharmapuri im Nordwesten.
Im Westen an der Grenze zum Distrikt Salem liegen die Kalvarayan-Berge, ein Ausläufer der Ostghats. Auch die Ebenen werden hier und da von isolierten Bergen und Felsen durchsetzt. Durch den Distrikt Kallakurichi fließen mehrere Flüsse, deren größter der Ponnaiyar ist. Kleinere Flüsse sind der Thenpennai, der Manimukthar, der Gomukhi und der Gadilam. Im Distrikt Kallakurichi herrscht ein wechselfeuchtes Tropenklima vor.

## Geschichte
Das Gebiet des heutigen Distrikts Kallakurichi stand im Laufe seiner Geschichte unter der Herrschaft wechselnder Herrschaftsdynastien, darunter der Chola, der Pandya, der Hoysala und des Vijayanagar-Reiches. Die Könige von Vijayanagar setzten Anfang des 16. Jahrhunderts in Gingee Militärstatthalter (Nayaks) ein. Nach dem Fall des Vijayanagar-Reiches im Jahr 1565 machten sich die Nayaks von Gingee selbstständig. Mitte des 17. Jahrhunderts wurden sie aber durch das Sultanat Bijapur besiegt, dem wiederum die Marathen und die Nawabs von Arcot folgten. Im 18. Jahrhundert geriet das Gebiet in die Einflusssphäre der Kolonialmächte Großbritannien und Frankreich, die in den Karnatischen Kriegen um die Vorherrschaft in Südindien rangen.
Als der Nawab von Arcot 1801 seine Besitzungen an die Britische Ostindien-Kompanie abtrat, gliederten die Briten das Gebiet von Kallakurichi als Teil des Distrikts South Arcot in die Präsidentschaft Madras ein. Nach der indischen Unabhängigkeit 1947 kam South Arcot zum Bundesstaat Madras, der 1956 nach den Sprachgrenzen des Tamil neu formiert und 1969 in Tamil Nadu umbenannt wurde. 1993 wurde der Distrikt South Arcot in die Distrikte Viluppuram und Cuddalore geteilt. Der Distrikt Kallakurichi entstand am 26. November 2019 durch Abtrennung der westlichen Gebiete des bisherigen Distrikts Viluppuram (Taluks Kallakurichi, Sankarapuram, Tiruloilur (Tirukkoyilur) und Ulundurpet(tai)).

## Bevölkerung
Die Bevölkerung des Distrikts in seinen Grenzen ab 2019 lag bei der Volkszählung 2011 bei 1.377.494 Personen (855.557 männlich, 838.701 weiblich). Mit 390 Einwohnern je Quadratkilometer lag die Bevölkerungsdichte deutlich unter dem Mittelwert Tamil Nadus (555 Einw./km²). Bei der Volkszählung 2001 lag die Bevölkerungszahl bei 1.394.039. Der Urbanisierungsgrad lag im Jahr 2011 bei 12,56 %.

## Verwaltungsgliederung
Der Distrikt war 2022 in sechs Taluks unterteilt: Kallakurichi, Sankarapuram, Chinnasalem, Kalvarayan Hills, Tirukoilur und Ulundurpet. Es gab eine Municipality (M, die Distrikthauptstadt Kallakurichi), neun Panchayat Unions (PU) und sieben nach dem Panchayat-System verwaltete Kleinstädte Town Panchayats (TP). Im Folgenden sind die Einwohnerzahlen bei der Volkszählung 2011 wiedergegeben:
Municipality
- Kallakkurichi (M, 96.253)

Town Panchayats
- Chinnasalem (25.106)
- Vadakkanandal (23.034)
- Sankarapuram (15.664)
- Thiagadurgam (18.605)
- Ulundurpet (23.734)
- Tirukkoyilur (30.212)
- Manalurpet (8.523)

## Verkehr
Viele Dörfer sind über Buslinien an das regionale Verkehrsnetz angeschlossen. Hinzu kommen als überregionale Straßenverbindungen mehrere National Highways und State Highways. Auf dem Gebiet des Distrikts gibt es nur die Bahnlinie von Viluppuram nach Vellore und weiter nach Nordindien.

## Sehenswürdigkeiten

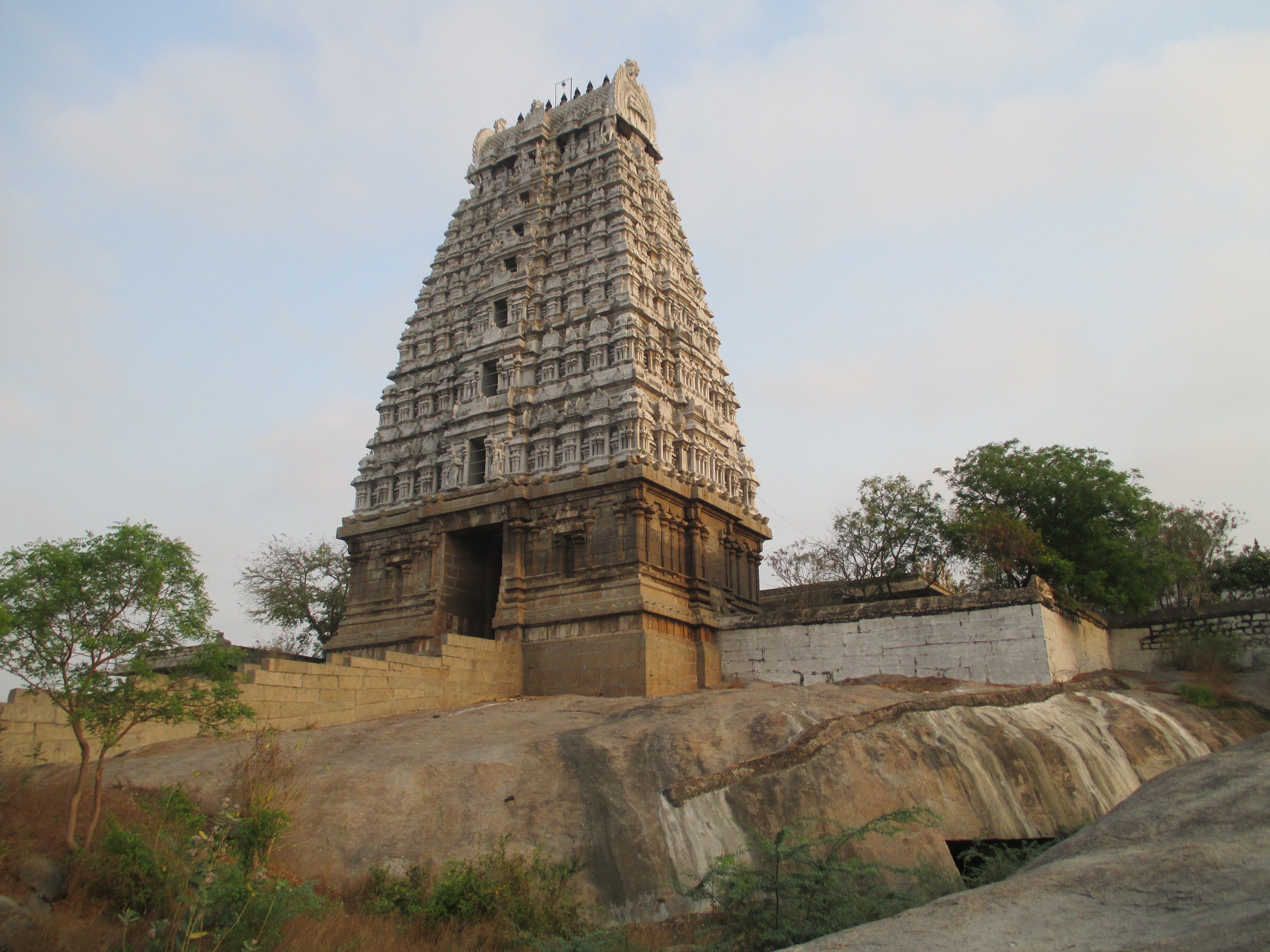
Der Tempel von Arakandanallur ist einer der zahlreichen Hindu-Tempel im Distrikt Kallakurichi.

Im Distrikt Kallakurichi befinden sich mehrere bedeutende Hindu-Tempel. In Tirukkoyilur finden sich zwei große Heiligtümer, der vishnuitische Ulagalantha-Perumal-Tempel und der shivaitische Veeratteswarar-Tempel. Der Ulagalantha-Perumal-Tempel gehört zu den 108 heiligen Orten des tamilischen Vishnuismus (Divya Desams). Von den 274 heiligen Orten des tamilischen Shivaismus (Padal Petra Sthalams) befinden sich mehrere im Distrikt Kallakurichi. Neben dem Veeratteswarar-Tempel von Tirukkoyilur sind dies die Shiva-Tempel in den Orten Arakandanallur und Thiruvennainallur.
Ein Ausflugsziel sind die Kalvarayan Hills, die sich über ein Gebiet von etwa 550,70 km² erstrecken und eine Höhe zwischen 300 und 1150 Metern erreichen. In den Bergen ist das indigene Malayali-Stammesvolk beheimatet. Im Bergland finden sich zahlreiche Naturschönheiten, u. a. verschiedene Wasserfälle (Periyar falls, Megham falls, Sirukalur falls).